# Muntanyes Cambrianes

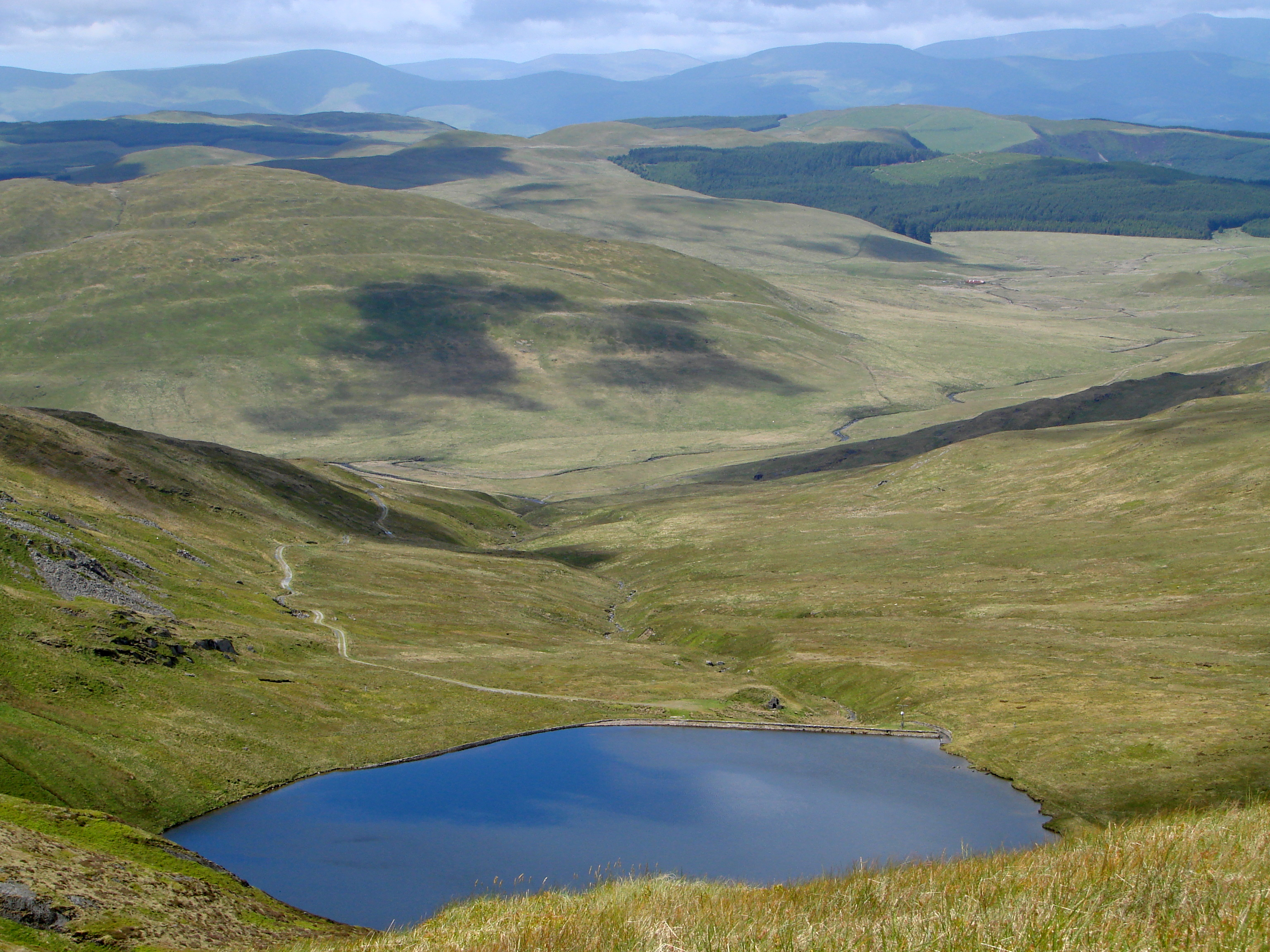
Vista sobre Llyn Llygad Rheidol prop del cim Pumlumon

Les Muntanyes Cambrianes, en anglès: Cambrian Mountains en idioma gal·lès: Mynyddoedd Cambria, en sentit estricte: Elenydd) són una sèrie de serralades de muntanyes de Gal·les.
Originàriament el terme "Cambrian Mountains" s'aplicava en sentit general a la majoria de les terres altes de Gal·les. Des de la dècada de 1950, la seva aplicació s'ha vist progressivament localitzada a les geogràficament homogènies terres altes del Gal·les Mitjà (Mid Wales conegut en idioma gal·lès com l'Elenydd, el qual s'estén des de Pumlumon a Mynydd Mallaen. Aquesta zona silvestre i poc poblada sovint es denomina com el Desert of Wales. Aquesta zona inclou el naixement del Riu Severn i el Riu Wye. El seu punt més alt és el Plynlimon, a 2,467 peus (752 m).
En sentit ampli del terme inclou Snowdonia i els Brecon Beacons i les Black Mountains.

## Geologia i topografia

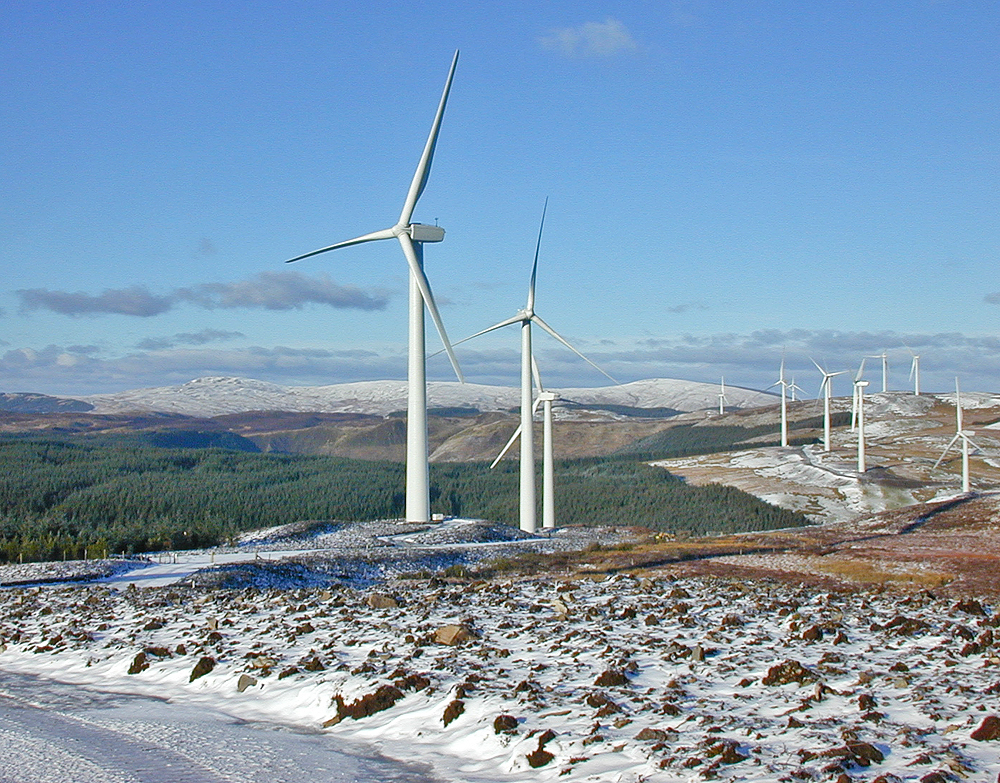
Central eòlica de Cefn Croes

Mentre que Snowdonia conté una mescla de roques volcàniques i roques sedimentàries del Cambrià i Ordovicià, les muntanyes del Gal·les meridional són principalment del Devonià Old Red Sandstone i sorrenques calcàries del Carbonífer

## Cims principals
- Pen Pumlumon Fawr [Plynlimon] 2,467 ft (752 m)
- Pen Pumlumon Arwystli 2,431 ft (741 m)
- Pen Pumlumon Llygad-bychan 2,385 ft (727 m)
- Y Garn 2,244 ft (684 m)
- Pumlumon Fach 2,192 ft (668 m)
- Great Rhos 2,170 ft (660 m)
- Black Mixen 2,130 ft (650 m)
- Drygarn Fawr 2,116 ft (645 m)
- Gorllwyn 2,011 ft (613 m)
- Bache Hill 2,000 ft (610 m)
- Pen y Garn 2,000 ft (610 m)
- Y Gamriw 1,982 ft (604 m)
- Llan Ddu Fawr 1,946 ft (593 m)
- Pegwn Mawr 1,923 ft (586 m)
- Siambwr Trawsfynydd 1,909 ft (582 m)